# Biarozauka (sielsowiet Wiendaraż)
Biarozauka (biał. Бярозаўка; ros. Берёзовка) – wieś na Białorusi, w obwodzie mohylewskim, w rejonie mohylewskim, w sielsowiecie Wiendaraż.